# Billy Chau
Billy Chau Bei-lei (accreditato anche come Billy Chow, caratteri cinesi: 周比利; Calgary, 24 agosto 1954) è un attore, kickboxer, artista marziale e imprenditore canadese naturalizzato cinese di Hong Kong.
Ex-campione della World Kickboxing Association, Chow pratica anche boxe e muay thai. I suoi ruoli cinematografici più conosciuti sono quelli del Generale Fujita nella pellicola del 1994 Fist of Legend e quello di Wong, il Grande Calcio del Nord, nel film del 1996 Tai Chi Boxer.

## Kickboxing
Negli anni ottanta, dall'84 all'86, Chow è stato campione del mondo dei pesi superwelter della WKA. Il suo ultimo match ufficiale è stato, il 20 novembre 2007, contro il thailandese Akarn Sanehha, con cui l'ex-campione ha perso.

## Carriera

### Recitazione
Nel 1987, Chau ha interpretato un soldato d'élite nella pellicola Eastern Condors, insieme a Sammo Hung, Yuen Biao e Yuen Woo-ping. Successivamente ha iniziato ad ottenere ruoli da antagonista, particolarmente in due film di Jackie Chan, Dragons Forever del 1988 e Miracles del 1989.
Negli anni novanta ha lavorato al fianco di Jet Li, nei lungometraggi di successo Fist of Legend del 1994 (nel ruolo del Generale Fujita), Meltdown - La catastrofe del 1995 (nel ruolo di Kong) e Dr. Wai in "The Scripture with No Words" del 1996 (nel ruolo di Chan / Guardia dell'ambasciata giapponese). Nel 1995 ha interpretato il fratello di Tigre di Giada nella pellicola Iron Monkey 2, insieme a Donnie Yen, mentre l'anno successivo ha avuto il ruolo di Wong, il Grande Calcio del Nord, in Tai Chi Boxer, il cui protagonista era Jacky Wu.

### Il ritiro dalla recitazione
Billy Chau si è ritirato dalla carriera cinematografica il 26 agosto 2006, all'età di 48 anni, dopo aver partecipato alla sua ultima pellicola Dragon in Fury.

## Imprenditoria
Attualmente, Billy Chau gestisce una palestra specializzata in arti marziali ad Hong Kong, la Billy's Gym, inoltre insegna alla palestra Frank Lee's Muay Thai ad Edmonton, in Canada.

## Filmografia
- Winner Takes All (1984)
- City Hero (1985)
- Eastern Condors (1987)
- Her Vengeance (1988)
- Dragons forever (1988)
- Paper Marriage (1988)
- Pedicab Driver (1989)
- Miracles (1989)
- Into the Fire (1989)
- Blonde Fury (1989)
- When Fortune Smiles (1990)
- Triad Story (1990)
- Middle Man (1990)
- Magic Cop (1990)
- Licence to Steal (1990)
- Touch and Go (1991)
- Robotrix (1991)
- Queen's High (1991)
- The Gambling Ghost (1991)
- All Mighty Gambler (1991)
- Wizard's Curse (1992)
- Secret Police (1992)
- Kickboxer's Tears (1992)
- Escape from Brothel (1992)
- Beauty Investigator (1992)
- The Street Car Named Desire (1993)
- Future Cops (1993)
- Once Upon a Time in China IV (1993)
- Bloodshed in Nightery (1993)
- Romance of the Vampire (1994)
- Rock on Fire (1994)
- Out Bound Killing (1994)
- My Friend Roy (1994)
- Gambling Baron (1994)
- Fist of Legend (1994)
- Tough Beauty and Sloppy Slop (1995)
- Iron Monkey 2 (1995)
- Meltdown - La catastrofe (1995)
- Yes Madam 5 (1996)
- Horrible High Heels (1996)
- Dr. Wai in "The Scripture with No Words" (1996)
- Tai Chi Boxer (1996)
- Another Chinese Cop (1996)
- 18 Shaolin Golden Boy (1996)
- Tough Guy (1997)
- Tiger Angels (1997)
- Super Cops (1997)
- Crazy Mission (1997)
- 97 Aces Go Places (1997)
- Young and Dangerous 5 (1998)
- Roller Blade Killer (1998)
- Fatal Desire (1998)
- Death Games (1998)
- The Wanted Convict (1999)
- Undercover Girls (1999)
- City of Darkness (1999)
- Unbeatables (2000)
- Stand in Between (2000)
- The King Boxer (2000)
- Gei Xiao Jie Bao Biao (2000)
- Camouflage (2000)
- Vampire Hunter D - Bloodlust (2000)
- Dragon the Master (2002)
- Star Runner (2003)
- Xiao Tai Ji(2004)
- Hero Youngster (2004)
- Roaring Dragon, Bluffing Tiger (2006)
- Dragon in Fury (2006)